# Tony Williams (basket-ball)
Pour les articles homonymes, voir Williams et Tony Williams (homonymie).
Anthony « Tony » Williams, né le 21 juin 1978, à Louisville, dans le Kentucky, est un joueur américain de basket-ball. Il évolue au poste d'ailier fort.